# Paul Stagg Coakley
Paul Stagg Coakley (Norfolk, 3 giugno 1955) è un arcivescovo cattolico statunitense, dal 16 dicembre 2010 arcivescovo metropolita di Oklahoma City.

## Biografia
Paul Stagg Coakley è nato a Norfolk da John e Mary Coakley il 3 giugno 1955. Sua madre era di origine francese e suo padre di origine irlandese. Secondo di tre figli, ha un fratello maggiore, John, e una sorella minore, Mary Christina. Quando aveva due anni, la sua famiglia si è trasferita a Metairie, in Louisiana. È amico fin dall'infanzia ed è stato compagno di scuola del futuro vescovo James Douglas Conley.

### Formazione e ministero sacerdotale
Ha frequentato la St. Mary Magdalen Catholic School di Metairie dal 1960 al 1965, la Cherokee Elementary School di Overland Park dal 1965 al 1967, la Broadmoor Junior High School di Overland Park dal 1967 al 1970 e la Shawnee Mission West High School di Overland. Nel 1977 ha conseguito il Bachelor of Arts in lingua inglese e antichità classiche all'Università del Kansas a Lawrence. Durante gli studi universitari ha frequentato il programma integrato di scienze umane del suo ateneo. Dopo la laurea ha viaggiato in Europa e ha considerato brevemente una vocazione monastica presso l'abbazia di Notre Dame a Fontgombault, in Francia, prima di tornare negli Stati Uniti. Nel 1978 è stato ammesso al seminario "San Pio X" di Erlanger. Ha proseguito gli studi per il sacerdozio al seminario "Mount St. Mary's" di Emmitsburg dove ha conseguito il Master of Arts e nel 1983 il Master of Divinity.
L'8 aprile 1982 è stato ordinato diacono per la diocesi di Wichita nella cattedrale diocesana da monsignor David Monas Maloney. Il 21 maggio 1983 è stato ordinato presbitero da monsignor Eugene John Gerber. In seguito è stato cappellano della Saint Francis Medical Center a Wichita dal giugno all'agosto del 1983 e vicario parrocchiale della parrocchia di Santa Maria a Derby dal 1983 al 1985. Nel 1985 è stato inviato a Roma per studi. Ha preso residenza presso la Casa Santa Maria del Pontificio collegio americano del Nord. Nel 1987 ha conseguito la licenza in teologia spirituale presso la Pontificia Università Gregoriana. Tornato in patria è stato cappellano del Kansas Newman College a Wichita dal 1987 al 1989; direttore diocesano della pastorale giovanile dal 1987 al 1991; parroco della parrocchia di Nostra Signora di Guadalupe a Wichita dal 1989 al 1990; membro dello staff di Villa Christi, la casa diocesana per esercizi spirituali dal 1989 al 1990; membro dello staff del Centro diocesano per la vita spirituale dal 1990 al 1995; vicario parrocchiale della parrocchia di San Tommaso d'Aquino a Wichita dal 1990 al 1995; parroco della parrocchia della Resurrezione a Wichita dal 1995 al 1998; direttore della formazione spirituale al seminario maggiore "Mount Saint Mary's" a Emmitsburg dal 1998 al 2002; direttore del Centro diocesano per la vita spirituale dal 2002 al gennaio del 2004; vice-cancelliere vescovile dal gennaio al dicembre del 2004 e amministratore della chiesa della Maddalena a Wichita dal luglio al dicembre 2004.

### Ministero episcopale
Il 21 ottobre 2004 papa Giovanni Paolo II lo ha nominato vescovo di Salina. Ha ricevuto l'ordinazione episcopale il 28 dicembre successivo nella cattedrale del Sacro Cuore a Salina dall'arcivescovo metropolita di Kansas City James Patrick Keleher, co-consacranti il vescovo emerito di Salina George Kinzie Fitzsimons e quello di Wichita Eugene John Gerber. Durante la stessa celebrazione ha preso possesso della diocesi.
Durante le elezioni presidenziali del 2008, Coakley ha dichiarato: "Votare per un candidato che sostiene un male intrinseco, come l'aborto o il genocidio, richiederebbe una ragione morale proporzionalmente grave per ignorare tale difetto".
In seguito ha affermato che la presidente della Camera Nancy Pelosi e il senatore Joe Biden "hanno travisato l'insegnamento cattolico sull'aborto" nelle rispettive interviste a Meet the Press. In seguito, definendo "innegabile ironia" la vittoria del candidato democratico Barack Obama, ha detto che l'elezione del primo presidente afroamericano "segnala che la nostra nazione ha varcato una soglia nella lotta per i diritti civili" ma ha anche osservato che "persiste la negazione dei diritti civili e la protezione legale anche a un'intera classe di persone, gli esseri umani non nati".
Nel marzo del 2009, Coakley ha descritto il capovolgimento della Mexico City policy (la politica che richiede alle organizzazioni non governative di concordare come condizione per ricevere i fondi federali statunitensi che non eseguiranno né promuoveranno attivamente l'aborto come metodo di pianificazione familiare in altre nazioni) da parte del presidente Obama e la nomina del governatore del Kansas Kathleen Sebelius a segretario della salute e dei servizi umani come una "grave aggressione contro i diritti della coscienza e i nostri sforzi per proteggere la vita umana innocente".
Il 16 dicembre 2010 papa Benedetto XVI lo ha nominato arcivescovo metropolita di Oklahoma City. All'annuncio della sua nomina al Centro pastorale di Oklahoma City, Coakley ha osservato: "Questa nuova responsabilità pastorale è un'opportunità e una sfida che certamente non avevo cercato ma che abbraccerò con entusiasmo con tutto il cuore". Ha preso possesso dell'arcidiocesi l'11 febbraio successivo.
Nell'agosto del 2014 Coakley ha criticato il governo municipale di Oklahoma City per aver consentito un raduno satanista alla Civic Center Music Hall, dicendo: "Se qualcuno fosse venuto da loro per affittare il Civic Center per mettere in scena un rogo del Corano o per tenere un evento che era palesemente e chiaramente antisemita, penso che avrebbero trovato un modo per impedirlo. [...] Non tutte le parole sono protette se c'è incitamento all'odio e si intende ridicolizzare un'altra religione. [...] Non credo che sia una questione di libertà di parola".
Il 25 agosto 2018 l'arcivescovo Carlo Maria Viganò, già nunzio apostolico negli Stati Uniti, ha pubblicato una lettera di undici pagine in cui descriveva una serie di avvertimenti che lui aveva fatto alla Santa Sede in merito alla cattiva condotta sessuale del cardinale Theodore Edgar McCarrick, che era stato rimosso dal ministero attivo il 20 giugno precedente dopo che un'accusa di abuso sessuale su minore era stata ritenuta credibile. Successivamente McCarrick era stato costretto a dimettersi dal cardinalato. Secondo Viganò, papa Benedetto XVI aveva posto restrizioni segrete a McCarrick nel 2009 o nel 2010, quando circolavano voci che vedevano coinvolto il cardinale in episodi di molestie contro seminaristi maggiorenni, papa Francesco aveva rimosso queste sanzioni e aveva fatto di McCarrick "il suo fidato consigliere". Alla fine della lettera Viganò chiedeva a Francesco e tutti i presunti responsabili dell'insabbiamento di dimettersi. La lettera ha provocato diverse reazioni. Alcuni hanno detto che si doveva leggere "in parte come un attacco omofobico a Francesco" pieno di "accuse infondate e attacchi personali". Molti ipotizzavano che le opinioni conservatrici di Viganò, tra le altre cose, lo avessero portato a una "dichiarazione di guerra" contro Francesco. Un certo numero di vescovi lo ha criticato aspramente mentre altri hanno chiesto un'indagine. Coakley ha dichiarato di avere "il più profondo rispetto per l'arcivescovo Viganò e la sua integrità personale" e ha chiesto un'indagine e una "purificazione" della Chiesa.
Nel gennaio del 2012 e nel dicembre del 2019 ha compiuto la visita ad limina.
In seno alla Conferenza dei vescovo cattolici degli Stati Uniti è presidente del comitato per la giustizia interna e lo sviluppo umano dal 2019. In precedenza è stato membro del comitato per le missioni interne dal 2006 al 2007; membro del comitato per la vita e il ministero presbiterale dal 2006 al 2007; membro del sottocomitato per le missioni interne dal 2007 al 2012; membro del comitato per il clero, la vita consacrata e le vocazioni dal 2007 al 2010; membro del comitato per l'evangelizzazione e la catechesi dal 2008 al 2011; consultore del comitato per il clero, la vita consacrata e le vocazioni dal 2010 al 2013; membro del comitato per i laici, il matrimonio, la famiglia e la vita dal 2010 al 2013; consultore del comitato per la giustizia internazionale e la pace dal 2013 al 2016; membro del comitato amministrativo dal 2014 al 2016 e consultore del sottocomitato per la Chiesa in Africa.
Il 18 novembre 2013, all'Assemblea generale della Conferenza dei vescovi cattolici degli Stati Uniti, l'arcivescovo Coakley è stato annunciato come nuovo presidente del consiglio di Catholic Relief Services. È succeduto al vescovo di Tucson Gerald Frederick Kicanas. L'agenzia umanitaria e di soccorso internazionale della Chiesa cattolica statunitense opera in circa 91 società e il consiglio dirige un budget di oltre 700 milioni di dollari. Coakley era membro del consiglio di amministrazione dall'anno precedente e, al momento della sua nomina, l'agenzia stava rispondendo all'impatto del tifone Haiyan nelle Filippine. Coakley si è descritto come "umile" e "onorato" di presiedere un'organizzazione con 70 anni di vita.
Nei suoi primi mesi come presidente, l'arcivescovo Coakley ha effettuato visite in Terra santa e nelle Filippine per osservare i programmi dell'agenzia e incontrare il personale locale e i beneficiari.
È anche membro del consiglio consultivo episcopale dell'Institute for Priestly Formation dal 2007; del consiglio consultivo dell'Augustine Institute dal 2011; del consiglio consultivo episcopale della conferenza nazionale dei direttori diocesani delle vocazioni dal 2011; del consiglio consultivo dell'Institute on Religious Life dal 2012; del consiglio consultivo episcopale del Pope Paul VI Institute dal 2012; del consiglio consultivo episcopale dello Spitzer Center dal 2017 e del consiglio consultivo episcopale del Napa Institute dal 2020.
In precedenza è stato membro del consiglio di reggenza del collegio seminario di Conception dal 2006 al 2012; vescovo consigliere dell'Associazione dei cappellani cattolici dal 2010 al 2013; membro del consiglio di amministrazione dell'Università Cattolica d'America a Washington dal 2011 al 2013; membro del consiglio consultivo dell'Aquinas College dal 2011 al 2016 e membro del consiglio di governo di Catholic Extension dal 2011 al 2016.
È membro di quarto grado dei Cavalieri di Colombo e cavaliere dell'Ordine equestre del Santo Sepolcro di Gerusalemme.

## Genealogia episcopale e successione apostolica
La genealogia episcopale è:
- Cardinale Scipione Rebiba
- Cardinale Giulio Antonio Santori
- Cardinale Girolamo Bernerio, O.P.
- Arcivescovo Galeazzo Sanvitale
- Cardinale Ludovico Ludovisi
- Cardinale Luigi Caetani
- Cardinale Ulderico Carpegna
- Cardinale Paluzzo Paluzzi Altieri degli Albertoni
- Papa Benedetto XIII
- Papa Benedetto XIV
- Papa Clemente XIII
- Cardinale Marcantonio Colonna
- Cardinale Giacinto Sigismondo Gerdil, B.
- Cardinale Giulio Maria della Somaglia
- Cardinale Carlo Odescalchi, S.I.
- Cardinale Costantino Patrizi Naro
- Cardinale Lucido Maria Parocchi
- Papa Pio X
- Cardinale Gaetano De Lai
- Cardinale Raffaele Carlo Rossi, O.C.D.
- Cardinale Amleto Giovanni Cicognani
- Arcivescovo Paul John Hallinan
- Cardinale Joseph Louis Bernardin
- Arcivescovo James Patrick Keleher
- Arcivescovo Paul Stagg Coakley

La successione apostolica è:
- Vescovo David Austin Konderla (2016)

## Araldica
| Stemma | Titolare                                        | Descrizione |
| ------ | ----------------------------------------------- | --- |
|        | Paul Stagg Coakley Arcivescovo di Oklahoma City | Partito cucito: al primo di rosso alla croce d'argento, caricata di cinque punte di freccia all'ingiù del campo; al secondo troncato in scaglione: al I di rosso ai due covoni di grano d'oro; al II d'azzurro al giglio d'oro; allo scaglione d'armellino attraversante sulla troncatura. Ornamenti esterni da vescovo. Motto: "Duc in altum" ("Prendi il largo"). |